# Richard Römer (Soldat)
Christian Wilhelm Richard Römer (* 21. Mai 1888 in Hohenlimburg; † 1929 in Kork bei Kehl am Rhein) war ein deutscher Soldat. Er wird als „Vater der DLRG“ bezeichnet.

## Leben
Römer stammte aus Hohenlimburg in Westfalen und war Soldat bei der Garde-Maschinengewehr-Abteilung Nr. 2 in Groß-Lichterfelde bei Berlin. 1912 hatte er den Rang eines Sergeanten.

## Unglück auf Rügen
Am 28. Juli 1912 befand sich Römer zu einem unerlaubten („schwarzen“) Wochenendurlaub in Binz auf Rügen. Als sich auf der 560 Meter langen Seebrücke über 1000 Badegäste und Ausflügler drängten und die Ankunft des Bäderdampfers Kronprinz Wilhelm erwarteten, brach die Anlegestelle am Brückenkopf unter den Menschenmassen trichterförmig in sich zusammen. Über 100 Menschen stürzten in die Ostsee. Römer sprang nach Augenzeugenberichten ins Wasser und rettete insgesamt zwölf Menschen. Dabei strengte er sich so sehr an, dass er selbst letztendlich vor dem Ertrinken gerettet werden musste. Für 17 Menschen, darunter zwei Kinder, kam jedoch jede Hilfe zu spät. In der Zwischenzeit waren die Schiffe eines dort stattfindenden Manövers zur Hilfe gekommen und insbesondere Matrosen der Preußen retteten weitere 27 Menschen.
Diese Ereignisse blieben aber im Bewusstsein der Öffentlichkeit und waren der Anlass, am 5. Juni 1913 den Aufruf zur Gründung der DLRG zu erlassen.

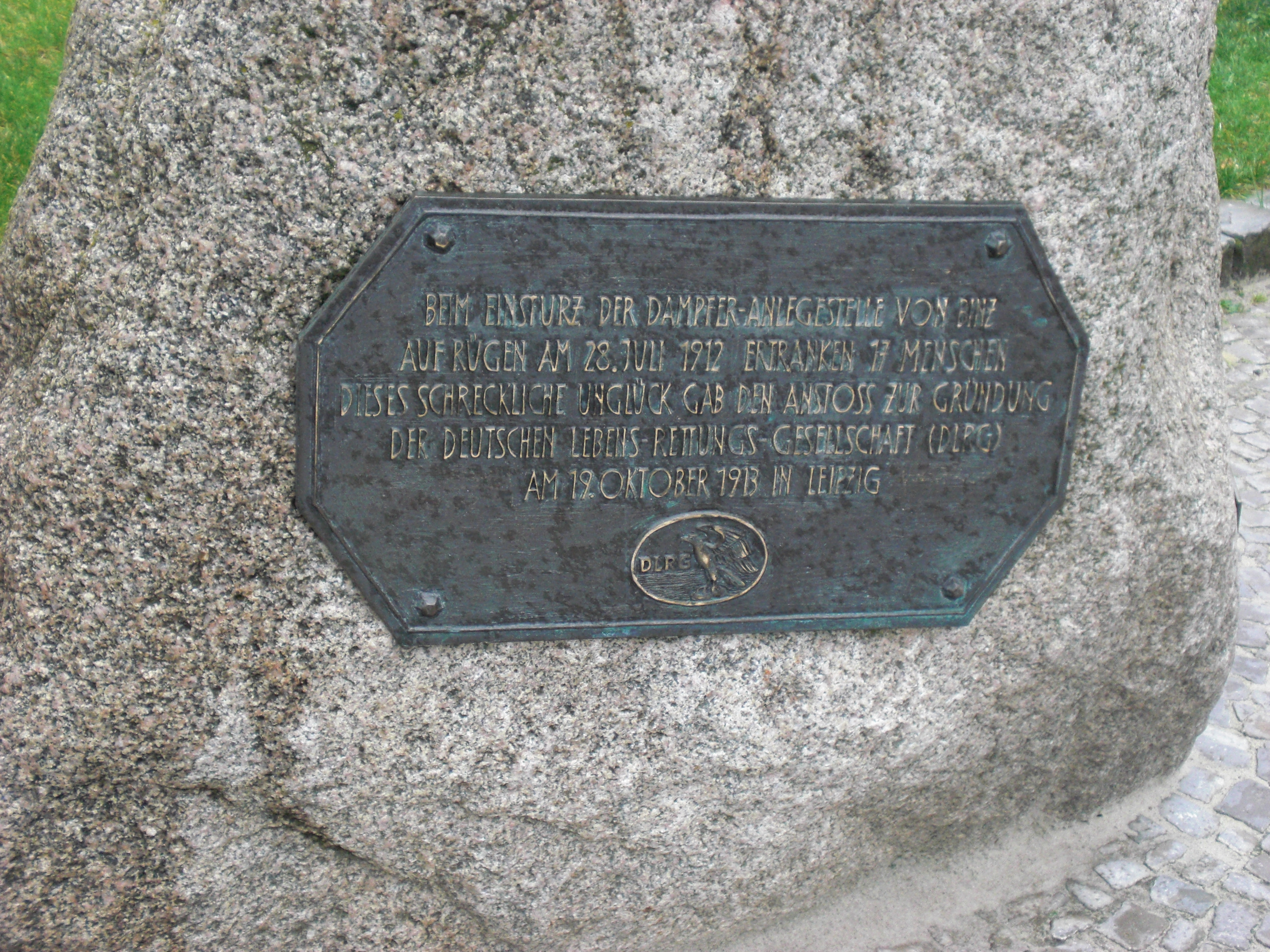
Gedenkplakette zur Erinnerung an das Unglück in Binz

## Auszeichnung
„Im Anschluß an meine Entscheidung auf die Mir zum 1. Dez. verg. Js. eingereichte Gesuchslisten bestimme ich: Von der Garde-Maschinengewehr-Abteilung Nr. 2 wird dem Serganten Römer für seine hervorragende und mit eigener Lebensgefahr verbunden gewesenen Beteiligung an der Rettung ertrinkender Menschen gelegentlich des Brückeneinsturzes in Binz am 28.7. v. Js. die Rettungsmedaille am Bande verliehen. Die Dekoration folgt anbei.“

## Ehrung
Nach Römer wurde im Hohenlimburger Neubaugebiet Reher Heide im September 1998 eine Straße Richard-Römer-Straße benannt. Von der DLRG-Gruppe Kehl wurde ein Rettungsboot auf den Namen Richard Römer getauft. Außerdem wurde am 27. Juli 2012 von der Ortsgruppe Hohenlimburg der DLRG eine Eiche im „Lennepark“ gepflanzt und mit einer Gedenktafel für Richard Römer versehen.
Im Oktober 2013 wurde anlässlich des 100. Geburtstags der DLRG das Hohenlimburger Lennebad in Richard-Römer-Lennebad umbenannt.